# 下洼城址
下洼城址，位于山西省吕梁市石楼县前山乡下洼村西北，已列为山西省文物保护单位。

## 保护
2021年8月4日，下洼城址由山西省人民政府公布为第六批山西省文物保护单位，编号6-15。